# Dmitrij Vorob'ëv (hockeista su ghiaccio)
Dmitrij Sergeevič Vorob'ëv (in russo Дмитрий Сергеевич Воробьёв?; Togliatti, 18 ottobre 1985) è un hockeista su ghiaccio russo.

## Palmarès

### Mondiali
- 1 medaglia:
  - 1 oro (Canada 2008)